# 洪川警察署
洪川警察署（ホンチョンけいさつしょ）は、江原地方警察庁所管の警察署である。

## 管轄区域
- 洪川郡

## 沿革
- 1945年10月21日 -　発足
- 1946年4月11日 - 洪川警察署に改称
- 1946年10月1日 - 斗村、乃村支所を麟蹄警察署へ移管
- 1954年10月2日 - 斗村、乃村支所を洪川警察署管轄に戻す。

## 管轄地区隊
- 希望地区隊

## 管轄派出所
- 南面派出所
- 西面派出所
- 化村派出所
- 斗村派出所
- 乃村派出所
- 瑞石派出所
- 内面派出所

## 管轄治安センター
- 北方治安センター
- 東面治安センター